# Římskokatolická farnost Velemín
Římskokatolická farnost Velemín (lat. Wellemina) je církevní správní jednotka sdružující římské katolíky na území obce Velemín a v jejím okolí. Organizačně spadá do litoměřického vikariátu, který je jedním z 10 vikariátů litoměřické diecéze. Centrem farnosti je kostel svatého Martina ve Velemíně.

## Historie farnosti
Kolem roku 1230 již byla ve Velemíně plebánie. Od roku 1766 zde byla expositura a oblast zřejmě spadala pod farnost Třebenice. Matriky byly vedeny od roku 1702. V roce 1843 byla v místě zřízena lokálie. Farnost byla obnovena v roce 1849. V letech 1970–1989 na faře bydlel a působil pozdější litoměřický biskup Josef Koukl

### Duchovní správcové vedoucí farnost
Začátek působnosti jmenovaného v duchovní správě farnosti od roku:
- -1364 Ioannes de Schlackenverth
- 1364 Ioannes z Dubice
- 1370 Blasius z Rožďálovic
- 1379 Andreas z Přelčic
- do r. 1407 Martinus
- 1407 Svach z Čížkovic
- 1410 Nicolaus
- 1411 Svach z Čížkovic
- 1428 Ioannes
- 1434 Ioannes
- 1563 Matheus
- 1766 cap. exposit. Josef Žalud
- 1792 cap. exposit. Ioann. Neumann
- 1799 cap. exposit. Josef Rusch
- 1805 cap. exposit. Josef Ratzky, † 11. 12. 1813 in Žim
- 1811 cap. exposit. Wenc. Medlin, † 5. 3. 1814
- 1814 cap. exposit. Anton. Tschkert, n. 3. 10. 1783 Neostadiens, o. 31. 8. 1807
- 1821 cap. exposit. Anton. Hauda, n. 16. 2. 1790 Libusens, o. 7. 8. 1813, † 26. 2. 1833
- 1834 cap. exposit. Anton. Konopka, n. 8. 1. 1795 Doubravice, o. 24. 8. 1821
- 1850 proto par. (první farář) Anton. Konopka, n. 8. 1. 1795 Doubravice, o. 24. 8. 1821, † 3. 10. 1872
- 1872 Josef Kořínek, n. 11. 12. 1828 Aujezd, o. 25. 7. 1854, † 7. 8. 1902
- 1878 Josef Hrzan, n. 27. 9. 1834 Černiv., o. 31. 7. 1862, † 17. 6. 1915
- 1903 Josef Stössel, n. 18. 3. 1874 Gabel, o. 11. 7. 1897
- 1. 7. 1927 Reinhold Reinisch, n. 26. 7. 1891, o. 11. 5. 1915
- 23. 11. 1946 Albert Peterek, admin. exc. ze Sutomi
- 1. 7. 1986 Josef Batta
- 1. 11. 1993 Jiří Voleský, admin. exc. z Libochovic
- 1. 3. 1996 Józef Szeliga, admin. exc. z Libochovic
- 4. 11. 1996 Antoni Kośmidek, admin. exc. z Lovosic
- konec r. 2005 Pavel Mikeš, admin. exc. z Lovosic
- 15. 9. 2011 Roman Karol Depa, admin. exc. z Lovosic
- 1. 9. 2019 Józef Szeliga, admin. exc. z Litoměřic[3]

Kromě kněží stojících v čele farnosti, působili ve farnosti v průběhu její historie i jiní kněží. Většinou pracovali jako farní vikáři, kaplani, katecheté, výpomocní duchovní aj.

## Území farnosti
Do farnosti náleží území těchto obcí:
- Velemín (Welemin[p 2])
- Bílinka (Bilinka[p 2])
- Bílý Újezd (Weiss Aujezd[p 2])
- Březno (Priesen[p 2])
- Dobkovičky (Dubkowitz[p 2])
- Hrušovka (Ruscholka[p 2])
- Chotiměř (Kottomirsch[p 2])
- Oparno (Wopparn[p 2])
- Režný Újezd (Rezny Aujezd[p 2])
- Zbožná (Boschney[p 2])

## Římskokatolické sakrální stavby na území farnosti
| | Fotografie | Stavba                     | Místo       | Bohoslužby                      | Zeměpisné souřadnice             | Status       | Číslo kulturní památky           |
| Kostel | Kostel     | Kostel                     | Kostel      | Kostel                          | Kostel                           | Kostel       | Kostel                           |
| --- | ---------- | -------------------------- | ----------- | ------------------------------- | -------------------------------- | ------------ | -------------------------------- |
| 1. |            | Kostel sv. Martina         | Velemín     | bližší informace o bohoslužbách | 50°32′15″ s. š., 13°58′42″ v. d. | farní kostel | 42676/5-2424 (Pk•MIS•Sez•Obr•WD) |
| Kaple |            |                            |             |                                 |                                  |              |                                  |
| 2. |            | Kaple                      | Bílinka     | bohoslužby příležitostně        | 50°31′16″ s. š., 14°0′9″ v. d.   | obecní kaple | —                                |
| 3. |            | Kaple                      | Březno      | bohoslužby příležitostně        | 50°31′28″ s. š., 13°58′33″ v. d. | obecní kaple | 19279/5-1952 (Pk•MIS•Sez•Obr•WD) |
| 4. |            | Kaple                      | Dobkovičky  | bohoslužby příležitostně        | 50°33′26″ s. š., 14°0′25″ v. d.  | obecní kaple | —                                |
| 5. |            | Kaple                      | Hrušovka    | bohoslužby příležitostně        | 50°33′17″ s. š., 13°59′10″ v. d. | obecní kaple | —                                |
| 6. |            | Kaple sv. Jana Nepomuckého | Chotiměř    | bližší informace o bohoslužbách | 50°32′54″ s. š., 14°0′4″ v. d.   | obecní kaple | —                                |
| 7. |            | Kaple                      | Režný Újezd | bohoslužby příležitostně        | 50°31′6″ s. š., 13°59′39″ v. d.  | obecní kaple | —                                |
| 8. |            | Kaple                      | Zbožná      | bohoslužby příležitostně        | 50°33′26″ s. š., 13°58′24″ v. d. | obecní kaple | —                                |
| Některé drobné sakrální stavby a pamětihodnosti lze dohledat zde v databázi Drobné sakrální památky Zaniklé sakrální stavby lze dohledat zde v databázi Poškozené a zničené kostely, kaple a synagogy v České republice |            |                            |             |                                 |                                  |              |                                  |

Ve farnosti se mohou nacházet i další drobné sakrální stavby, místa římskokatolického kultu a pamětihodnosti, které neobsahuje tato tabulka.

## Příslušnost k farnímu obvodu
Z důvodu efektivity duchovní správy byl vytvořen farní obvod (kolatura) Litoměřice, jehož součástí je i farnost Velemín, která je tak spravována excurrendo.

## Galerie

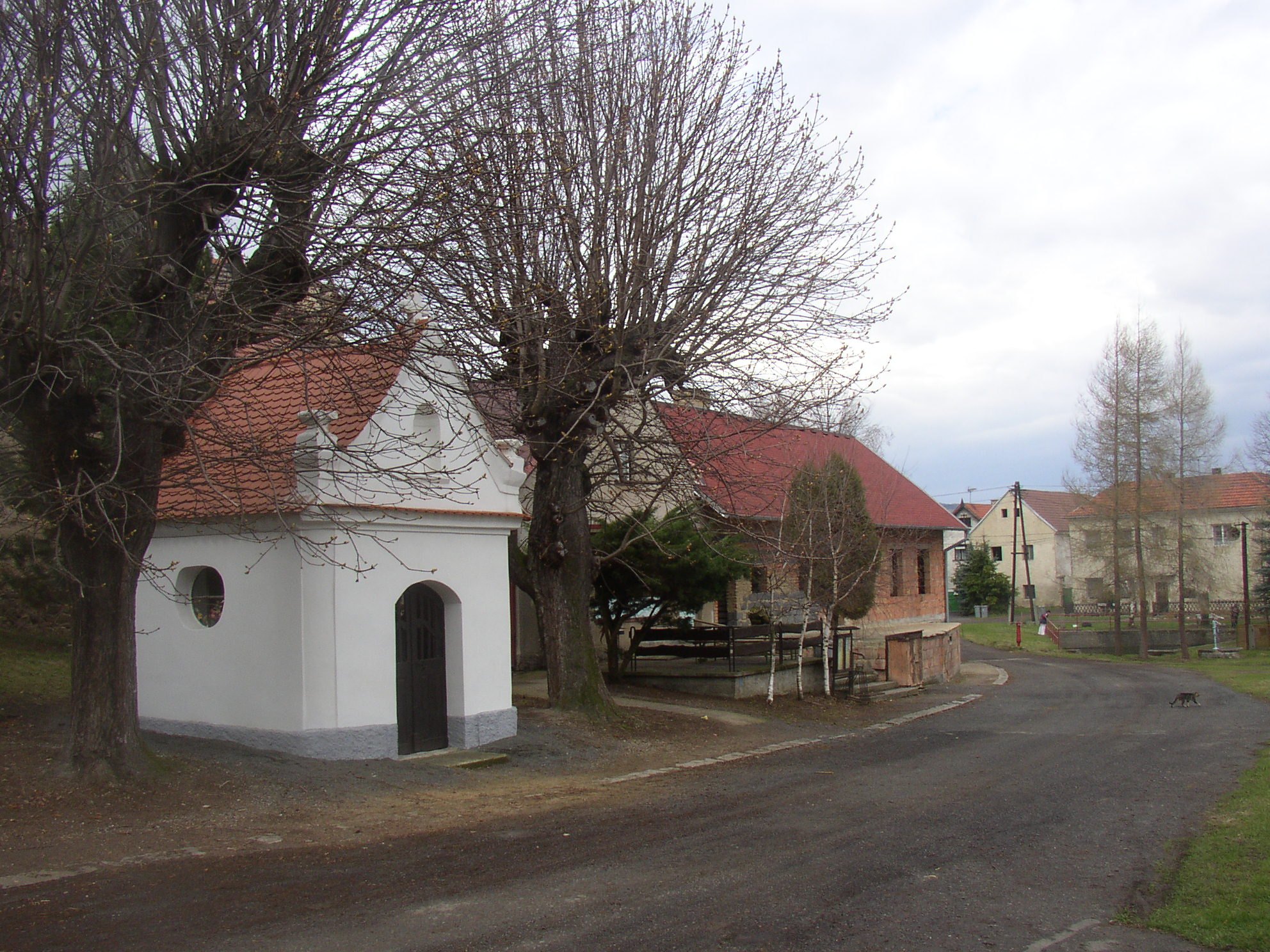
Kaple v Březnu u Velemína (boční pohled)
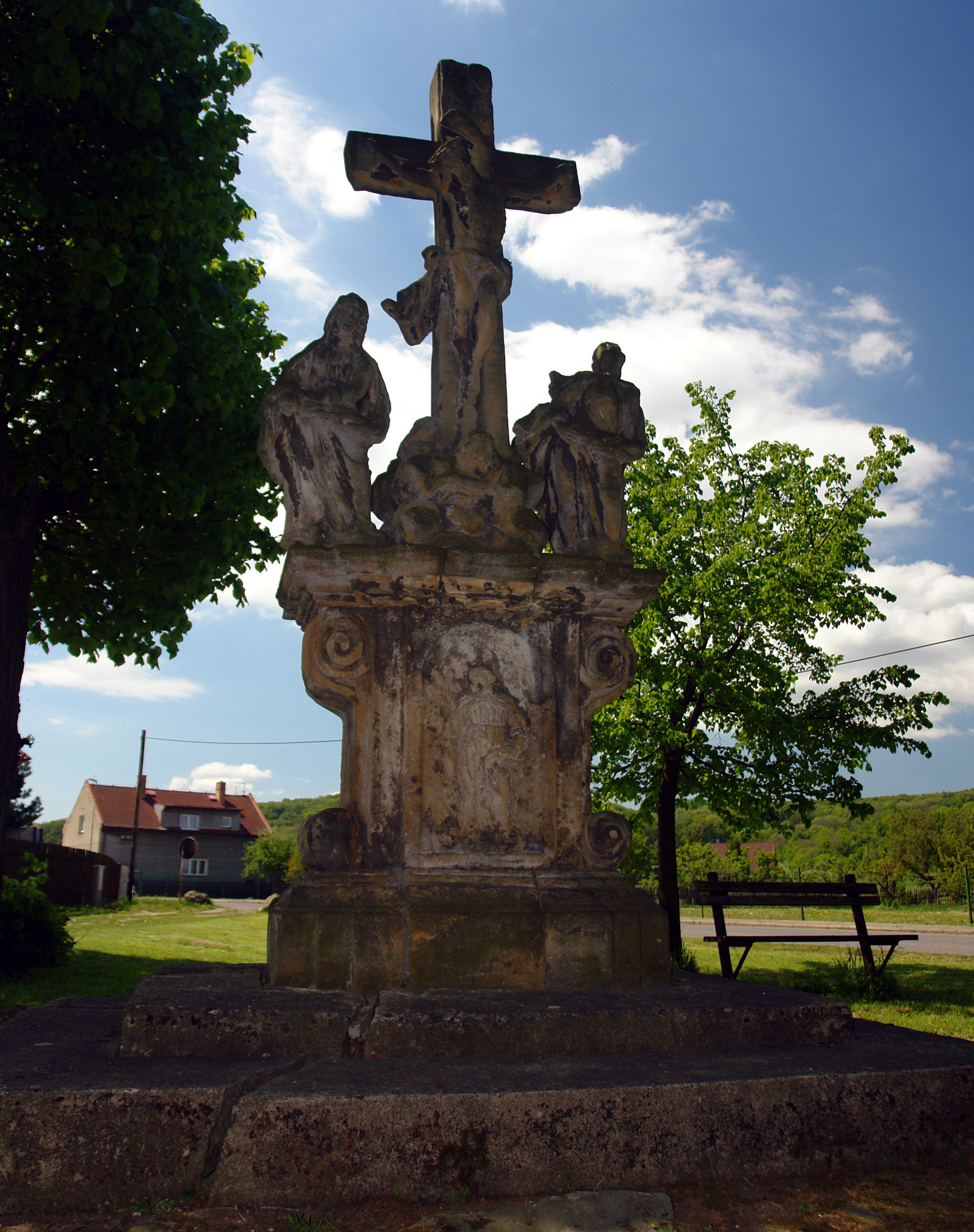
Sousoší Kalvárie, Březno
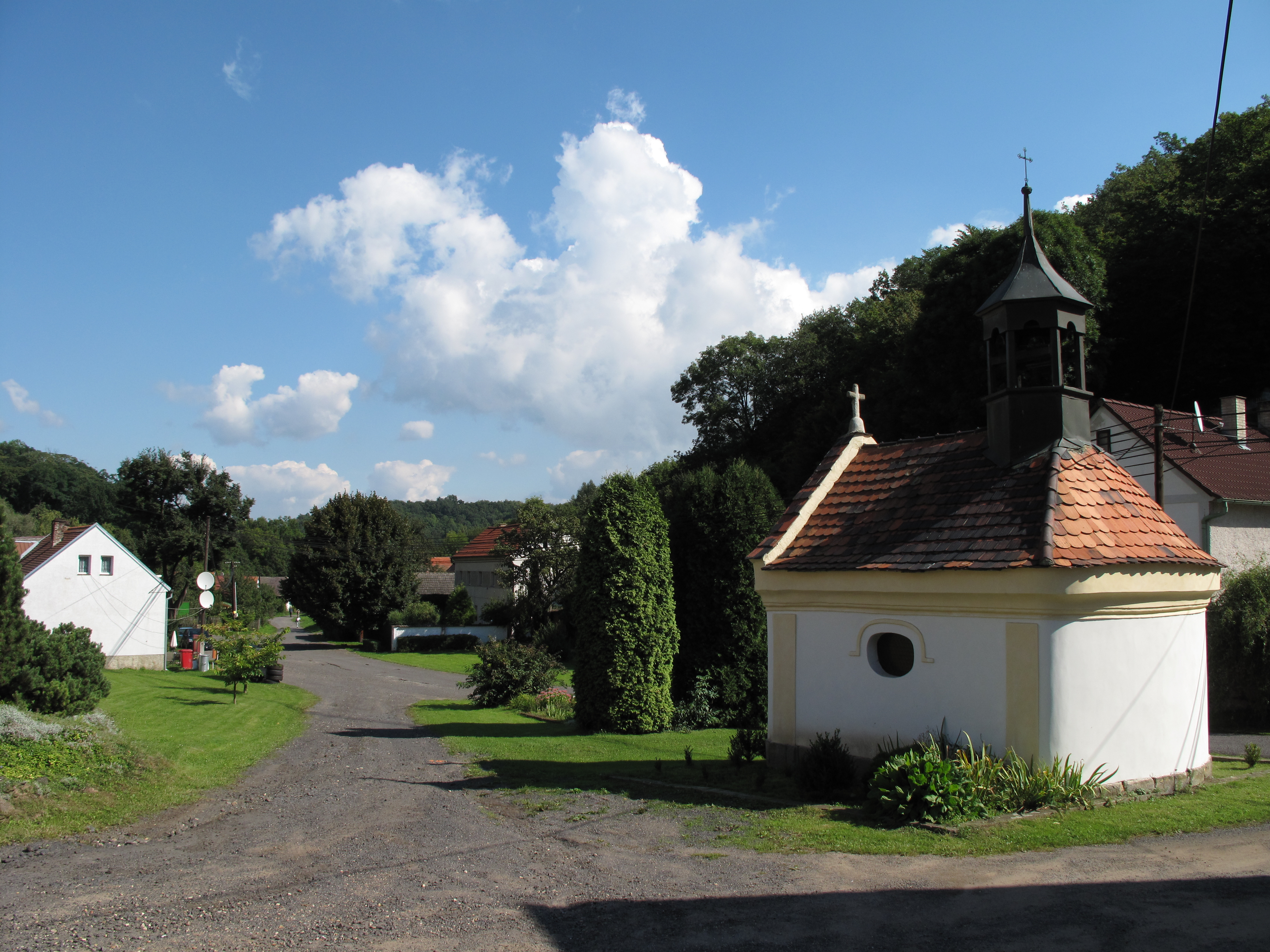
Kaplička v Opárnu